# استوریتل
استوریتل (انگلیسی: Storytel) شرکت فناوری اطلاعات سوئدی است، که در سال ۲۰۰۶ تأسیس شد.